# Lamprophiidae
Lamprophiidae — родина змій, представники якої мешкають в Африці, зокрема на Сейшельських островах. Нараховує 90 видів.

## Опис
Лампрофіїди — це дуже різноманітна група змій. Більшість з них ведуть наземний спосіб життя, однак деякі ведуть риючий (Amblyodipsas) або напівводний (Lycodonomorphus) спосіб життя. Деякі з них швидко пересуваються (Psammophis), тоді як інші більш повільні (Duberria). Вони зустрічаються в пустелях, на луках, в тропічних лісах і горах. Живляться ссавцями, птахами, плазунами, амфібіями. рибами та безхребетними. Деякі види (Boaedon) душать свої жертв. Більшість видів відкладають яйця. Коли інші підродини змій раніше входили до Lamprophiidae, ця родина вважалася ще більш різноманітною.

### Класифікація
Більшість лампрофіїдів історично відносили до підродини Lamprophiinae в родині полозових (Colubridae). Дослідження 2010 року показало, що вони більш тісно пов'язані з аспідовими (Elapidae), що підтвердилося подальшими дослідженнями. Разом ці дві групи входять до надродини Elapoidea. Деякі дослідження виявили, що Lamprophiidae є парафілітичним таксоном, внаслідок чого деякі підродини, яких раніше відносили до цієї родини, були визнані окремими родинами. Раніше вважалося, що Lamprophiidae є більш різноманітними за формами та поведінкою, що вони поширені в Африці, на Мадагаскарі, на півдні Європи та на більшій частині Азії. Наразі до цієї родини відносять лише африканських видів.

## Таксономія
Роди:
- Alopecion Duméril, 1853
- Boaedon A.M.C. Duméril, Bibron & A.H.A. Duméril, 1854
- Bofa Tiutenko, Koch, Pabijan, & Zinenko, 2022
- Bothrolycus Günther, 1874
- Bothrophthalmus W. Peters, 1863
- Chamaelycus Boulenger, 1919
- Dendrolycus Laurent(інші мови), 1956
- Gonionotophis Boulenger, 1893
- Gracililima Broadley, Tolley, Conradie, Wishart, Trape, Burger, Kusamba, Zassi-Boulou & Greenbaum, 2018
- Hormonotus Hallowell(інші мови), 1857
- Inyoka Kelly, Branch(інші мови), Broadley(інші мови), Barker(інші мови) & Villet(інші мови), 2011
- Lamprophis Fitzinger, 1843
- Limaformosa Broadley, Tolley, Conradie, Wishart, Trape, Burger, Kusamba, Zassi-Boulou, & Greenbaum, 2018
- Lycodonomorphus Fitzinger, 1843
- Lycophidion Fitzinger, 1843
- Mehelya Csíki(інші мови), 1903
- Montaspis Bourquin, 1991
- Pseudoboodon Peracca(інші мови), 1897

### Підродини
Раніше до родини Lamprophiidae включали низку підродини, які наразі визнані окремими родинами:
- Підродина Atractaspidinae (наразі родина Atractaspididae)
- Підродина Cyclocorinae(інші мови) (наразі родина Cyclocoridae(інші мови))
- Підродина Prosymninae (наразі родина Prosymnidae)
- Підродина Psammophiinae (наразі родина Psammophiidae)
- Підродина Pseudaspidinae (наразі родина Pseudaspididae)
- Підродина Pseudoxyrhophiinae (наразі родина Pseudoxyrhophiidae)
- рід Buhoma (наразі incertae sedis в надродині Elapoidea)